# ロコン山
ロコン山（Mount Lokon）は、インドネシアのスラウェシ島の北部にある、マナドから南へおおよそ10kmのところにある、エンプン山との双子火山である。互いは2.2km離れている。両方の山はカルデラのトンダノ平原から上昇した、各々スラウェシ島の活火山である。ロコン山は、平らでクレーターのない山頂を有している。
ロコン山は、トンダノカルデラが中期更新世に崩壊して生じた環状断層の上に、安山岩質火山活動の間に形成された。最近噴出した物質は、組成物の中に安山岩が残存していて、噴煙やあまり一般的ではない火砕流や溶岩ドームで構成されている。一帯に独特な活火山の山林生態系があり、2つの洞窟もある。2020年に周辺のタンココ・バトゥアングス自然保護区や沖合いのブナケン島と共にユネスコの生物圏保護区に指定された。
火山は、2011年7月15日に噴火して、何千人もの人々が強制的に避難させられた。
火山は、再び2012年2月10日に活動の兆候が現れた。噴火は午前8時20分に始まり、同日、上空2マイルへ噴煙を上げた。地域住民は、火山の周囲2.5マイルの閉鎖区域から避難していた 。
インドネシアには、ロコン山を含め129個の火山がある。最後の大噴火の前の1991年の噴火では、スイス人のハイカーが死亡し、何千もの人々が住宅から逃げることを強いられた。

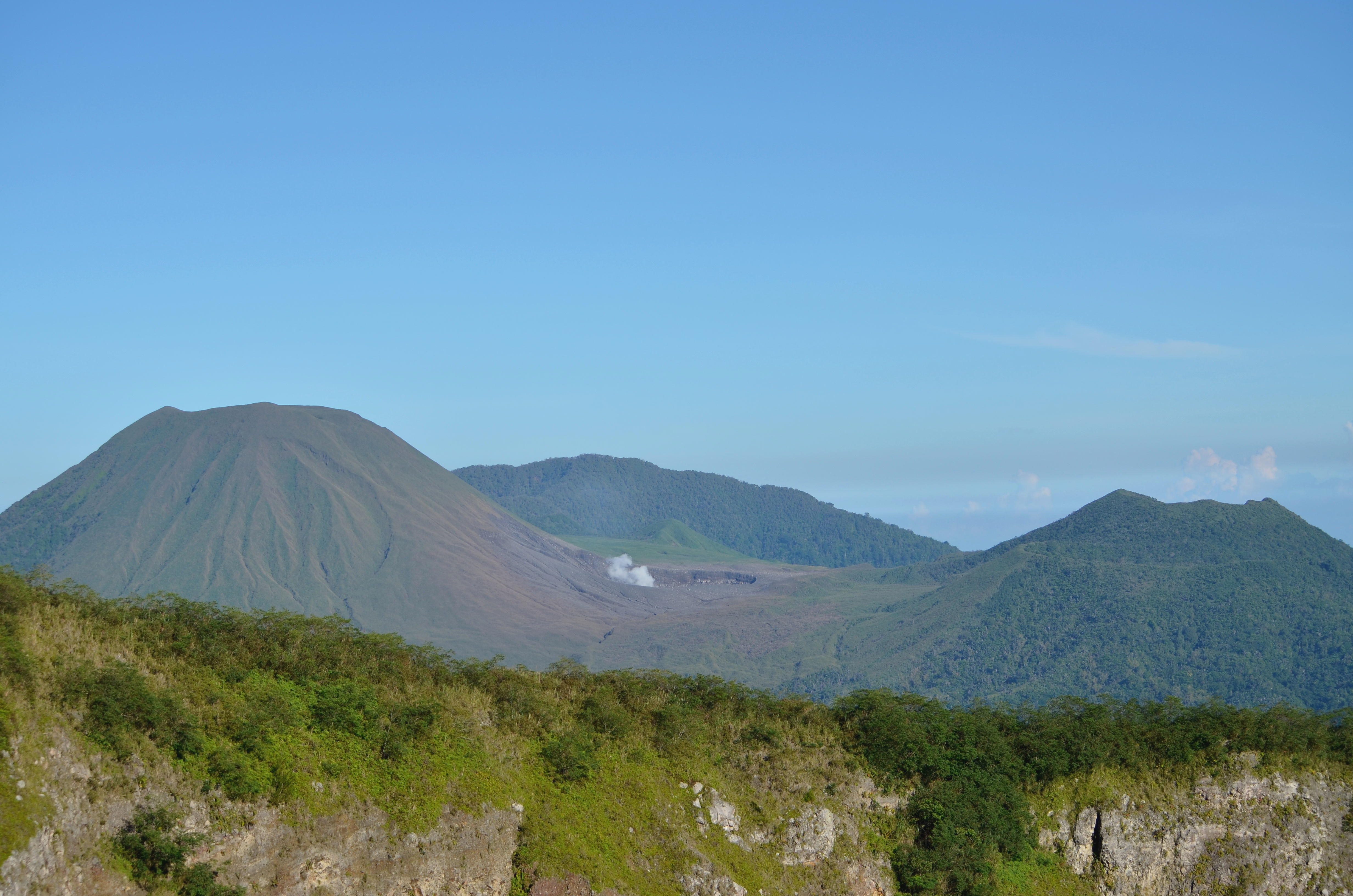
ロコン・エンプン火山
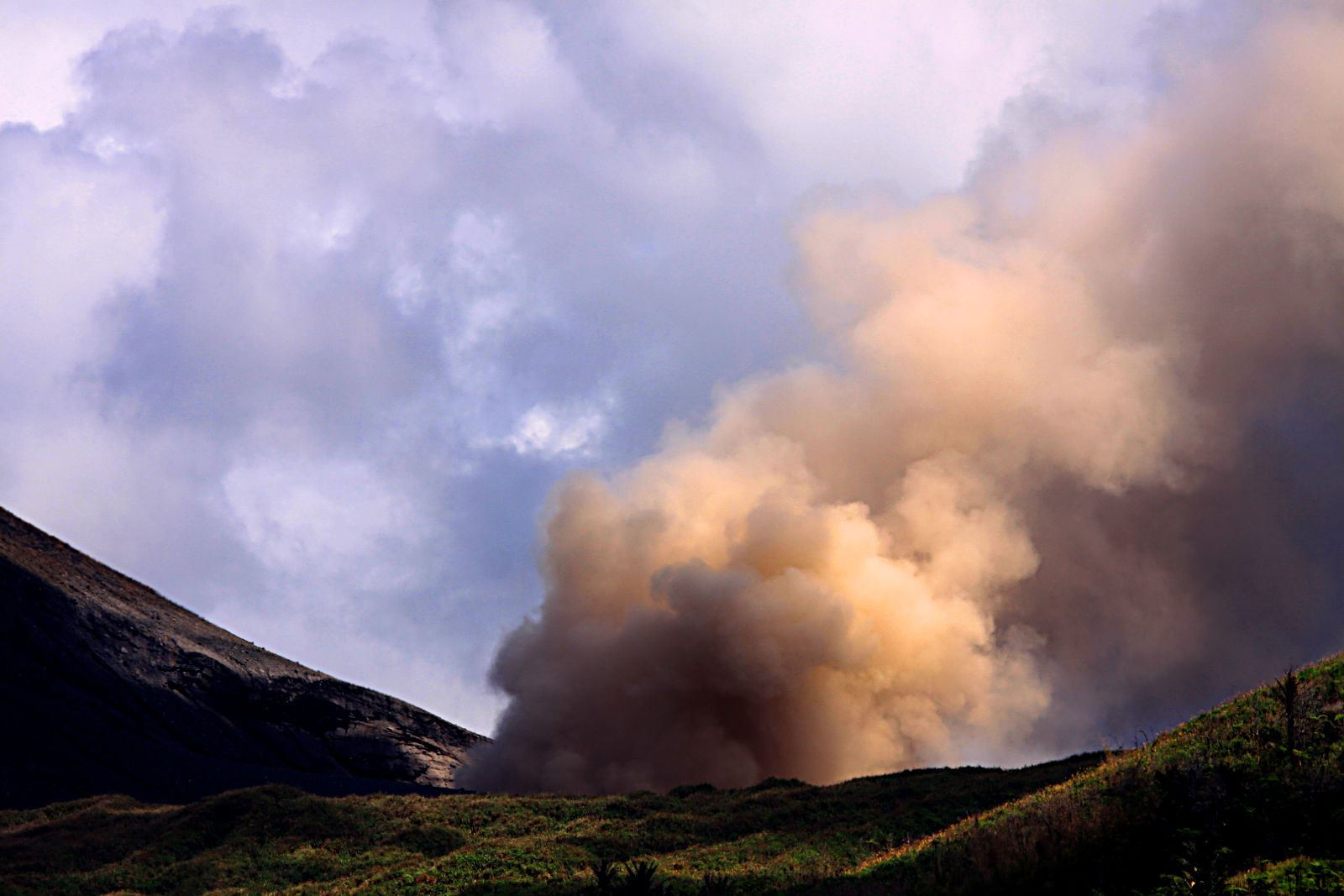
2011年のロコン山の噴火